# 定山渓ダム
定山渓ダム（じょうざんけいダム）は、北海道札幌市南区定山渓、一級河川・石狩川水系小樽内川に建設されたダムである。旧名は小樽内ダム（おたるないダム）。
国土交通省北海道開発局札幌開発建設部が管理する特定多目的ダムで、北海道内では高見ダム（静内川）に次いで高い、堤高117.5メートルの重力式コンクリートダムである。豊平川本川の豊平峡ダムと共に札幌市の水がめとして札幌市民の生活を支えている。ダムによって出現した人造湖はさっぽろ湖と呼ばれ、支笏洞爺国立公園に指定されている。

## 地理
ダムが建設された小樽内川は、札幌市内を貫流する石狩川水系の主要な河川・豊平川の支流である。小樽市との境を水源としてほぼ南南東に流路を取り、ダム地点を通過した後に定山渓温泉付近を流れ、すぐに豊平川へと合流する。なお、小樽市にある朝里ダムの人造湖はオタルナイ湖と呼ばれるが、小樽内川ではなく朝里川のダムである。

## 概要

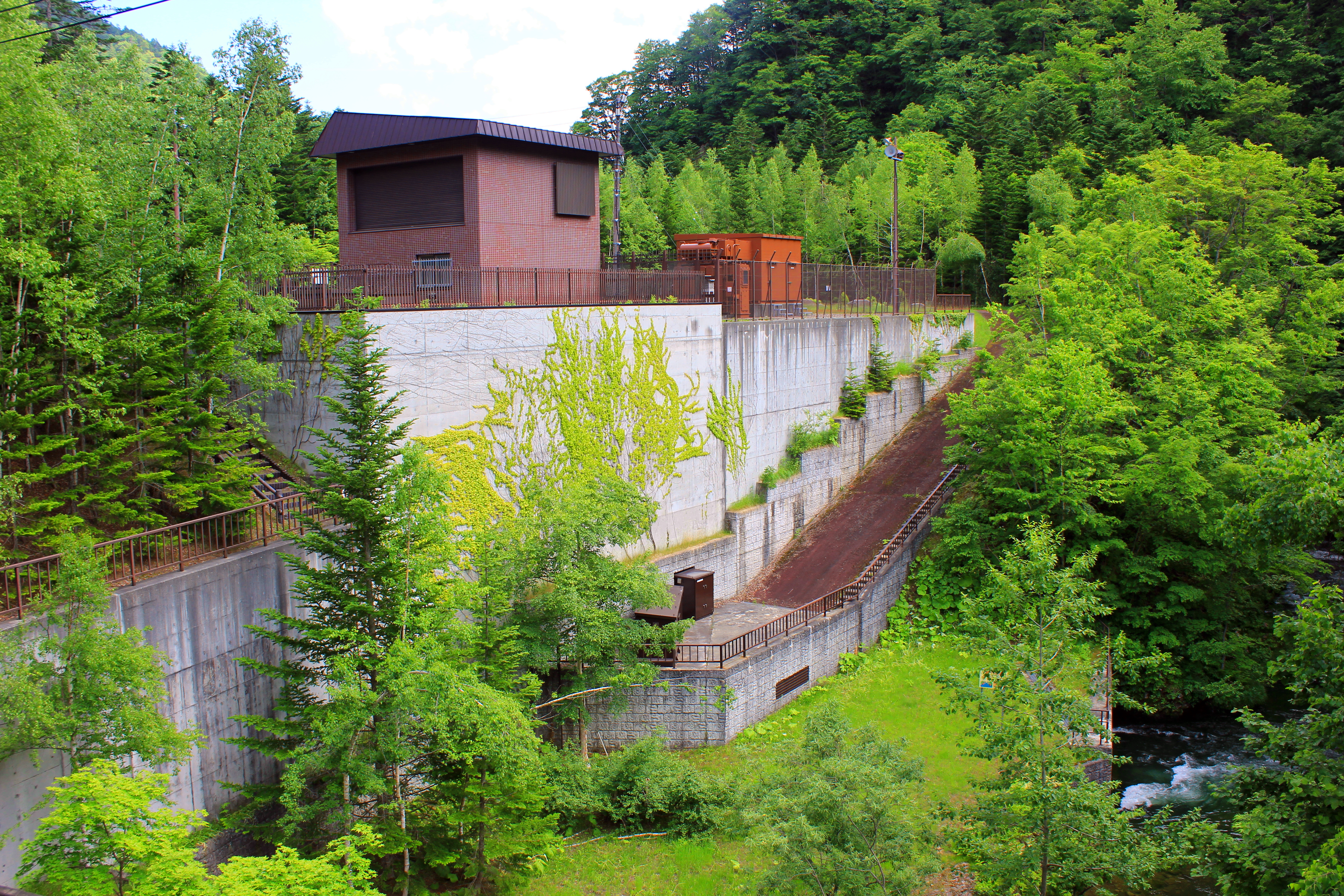
直下流に建設された北海道電力小樽内発電所。

「豊平川総合開発事業」の一環として、豊平川本川には1972年（昭和47年）に豊平峡ダムが完成していたが、札幌市はその後も人口が増加し上水道需要と電力需要もこれに比例して増加の一途をたどっていた。また人口の増加は豊平川の治水安全度を低くすることになり、堤防の建設や川幅拡張が困難になる現状では既存の治水策では限界を生じていた。
北海道開発局はこうした状況に対応する為に新たなる河川総合開発事業を計画した。そして定山渓温泉付近で豊平川に合流する小樽内川に特定多目的ダムを建設することを決め、1974年（昭和49年）に「小樽内川総合開発・小樽内ダム建設事業」を計画した。だが、小樽市にあるダムと勘違いされるのを避ける為、全国的にネームバリューのある定山渓温泉の間近にある事から「定山渓ダム」に改称。1989年（平成元年）に完成した。政令指定都市に高さ100mを超える多目的ダムが2つもある都市は札幌市が唯一である。
目的は雁来地点における計画高水流量毎秒2,900立方メートルを毎秒2,000立方メートルへ低減（毎秒900立方メートルの洪水量カット）させる豊平川の洪水調節、札幌市へ日量375,000立方メートルを供給する上水道、そして北海道電力・小樽内発電所による水力発電（認可出力: 7,000キロワット）である。定山渓ダムは豊平峡ダムとともに札幌市の水がめとして重要な役割を果たしている。

## 観光

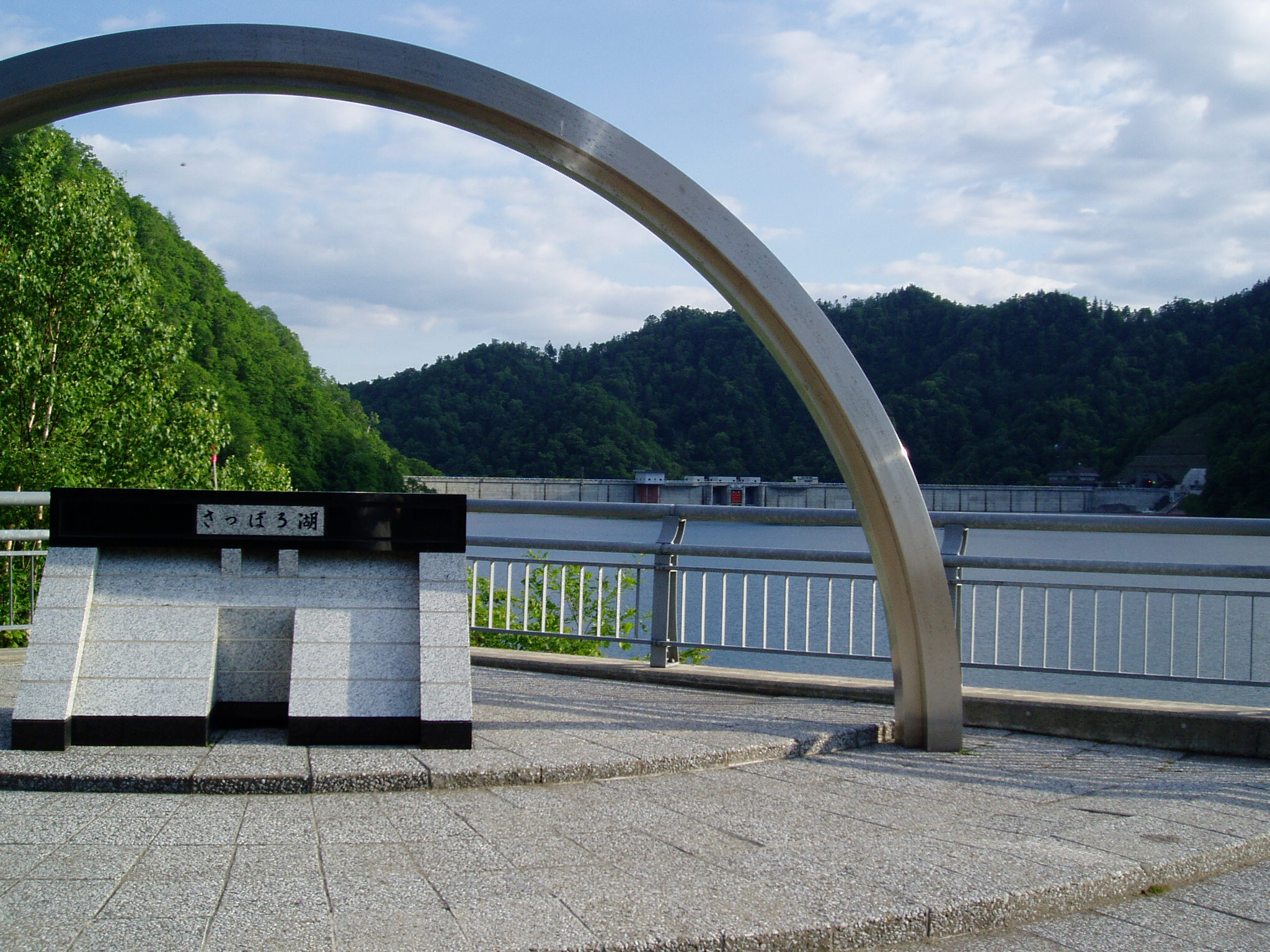
さっぽろ湖。支笏洞爺国立公園内にある。

ダム湖のさっぽろ湖は札幌市民の公募によって命名された。支笏洞爺国立公園に指定されている区域にあり、豊平峡ダム・定山渓温泉と共に観光地の一つとなっており、ダム直下には堤体に触れることもできる公園（定山渓ダム下流園地）が整備されている。また、公園内には定山渓ダム資料館も建っており、手動で発電してその発電量が分かる「手動発電装置」などが展示されている。資料館開館時間中は堤体内の見学も可能であり、「地域に開かれたダム」として札幌市民に開放されている。北海道道1号小樽定山渓線がダムの天端からダム湖の左岸側を通っており、同線に沿って4箇所の駐車場と展望台が設置されている。ダムより上流を行くと、札幌国際スキー場、朝里峠、朝里川温泉を経て小樽市内へと至る。